# Cucumber Men
Cucumber Men war der Name einer deutschen Musikgruppe, die von 1990 bis 2001 existierte.

## Geschichte
Cucumber Men wurde 1990 von Justin Balk (Gitarre), Boris Büchner (Bass) und Heiko Franz (Schlagzeug) als Schülerband gegründet. Dabei stammt Franz aus Tornesch, Büchner aus Uetersen und Balk aus Heidgraben. Zunächst coverte die Band Songs der Red Hot Chili Peppers. Auf der Suche nach einem Sänger stießen die drei auf Jens Volkmann, der jedoch bald durch einen anderen Vokalisten ersetzt wurde. Auch dieser verließ die Band bald und Justin Balk übernahm fortan auch den Gesang.
Nachdem sie einige Bühnenerfahrung gesammelt hatten, kam es 1992 und 1993 zu den ersten Veröffentlichungen. Mit je zwei englischsprachigen Liedern waren sie auf den Samplern Hidden Treasures und Batsch vertreten, zusätzlich erschien ihr erstes deutschsprachiges Stück, eine übersetzte Version des Wham!-Hits Last Christmas, als Split-Single, deren B-Seite von den befreundeten Monroes stammte. 1994 erschien die erste eigenständige Cucumber-Men-Veröffentlichung, die EP We Tell Your Mama mit fünf Liedern auf Englisch.
Trotz mäßigen Erfolgs als Vorgruppe von Fischmob 1995 wurde die Band im April 1996 von Mercury Records unter Vertrag genommen. Das erste Album der Cucumber Men, Früher waren wir besser, enthält ausschließlich deutschsprachige Lieder. Durch die Single Ich kenn den Bruder dessen Freundin hat 'ne Schwester deren Vater früher mal sein Fußballtrainer war, die auch auf der Kompilation Bravo Hits 15 zu finden ist, wurde das Trio kurzzeitig populär. Das Album enthält außerdem die Nachfolgesingle Schlagartig sowie das Lied Mach’s Mir als Hidden Track ohne Titelangabe.
Am 11. März 1997 nahm sich der schwer kranke Boris Büchner das Leben. Die zu dem Zeitpunkt geplante Tour bestritten Justin Balk und Heiko Franz mit dem Ersatzbassisten Nico Wirtz, der bald zum Bandmitglied wurde. Den ersten Kontakt mit der Band hatte dieser kurz zuvor als Bassist bei einer gemeinsamen Tour mit Mr. Ed Jumps the Gun und den amerikanischen Bands Mucky Pup und Rezin, als man noch davon ausging, dass Büchners gesundheitliche Probleme mit einer Hüftoperation und Medikamenten bald überstanden wären.
Die „Flohmarkt-Tour“ im Mai 1998 machte zunächst Tommy Peters am Bass mit. In der Vorbereitung und bei den Aufnahmen zum zweiten Album spielte Beat Halberschmidt den Bass. Im September 1998 erschien das Album Turbo. Ab diesem Zeitpunkt galt Nico Wirtz als festes Mitglied. Turbo verkaufte sich nur mäßig, woraufhin die Zusammenarbeit mit der Plattenfirma Mercury beendet wurde. Wirtz spielte mehrere Livekonzerte, verließ aber schließlich aufgrund der vertragslosen Situation die Band.
Die EP Cucumber Men aus dem Jahr 2001, auf der der neue Bassist Ronnie Henseler, langjähriges Mitglied bei Prollhead, sein Können unter Beweis stellte, ist die letzte Veröffentlichung der Gruppe. Ein Jahr später beschlossen die drei Mitglieder, musikalisch getrennte Wege zu gehen.
Justin Balk veröffentlichte 2003 sein erstes Soloalbum Justin Balk mit deutlich ruhigeren Klängen, aber nach wie vor intelligenten Texten. Ronnie Henseler war als Bassist am Album beteiligt und Heiko Franz für die grafische Gestaltung des Booklets zuständig. Ein weiteres Soloalbum Balks mit dem Titel Golden folgte im August 2006.
Heiko Franz war Mitglied der Band Splashdowns und spielte ab 2009 in der Band von Max Mutzke. Seit 2015 sitzt er bei Die Liga der gewöhnlichen Gentlemen am Schlagzeug. Außerdem ist Heiko Franz Mitinhaber einer Hamburger Werbeagentur.
Ronnie Henseler ist als Produzent tätig und gibt Bassunterricht.

## Stil
Die Musik lässt sich am ehesten unter Funk-Rock oder „Rock-Funk“ einordnen. Neben „schmissigen Gitarren-Riffs und groovenden Baß-Läufen“ zeichnete die Band ebenso die „teils absurden, teils chaotischen“ Texte aus. Die Texte sind Balks „persönliche Momentaufnahmen“ oder oftmals ihm am Herzen liegende Themen mit kritischen Ansätzen. Innovativ sei das Gebotene – vor allem in Hinblick auf Konkurrenz wie Freaky Fukin Weirdoz – nicht, meinte Spiegel Online 1998 anlässlich der Turbo-Veröffentlichung. Die mangelnde Frische verhindere einen dauerhaften Erfolg, sah der Rezensent voraus.

## Diskografie

### Alben
- 1996: Früher waren wir besser
- 1998: Turbo

### Singles
- 1993: Single Bells (7″-Vinyl-Split-Single, Titel Last Christmas)
- 1996: Is’ Schon Okay, Baby
- 1996: Is’ Schon Okay, Baby (Limitierte Version mit vier Titeln)
- 1996: Ich kenn den Bruder dessen Freundin hat 'ne Schwester deren Vater früher mal sein Fußballtrainer war
- 1997: Schlagartig
- 1998: Sonne ausm Arsch
- 1998: Disco Montezuma
- 1999: Schluss. Aus. Haus. Maus.

### EPs
- 1994: We Tell Your Mama
- 2001: Cucumber Men

### Sampler-Beiträge
- 1992: Hidden Treasures (Titel Little Blossom und Just Me)
- 1993: Batsch (Titel How come und Funky)
- 1996: 30 Jahre Star Trek – A Tribute (Titel Das Raumschiff Enterprise Lied)
- 1996: Cool Bits (Titel Saufen auf’m Meer)
- 1996: Bravo Hits 15 (Titel Ich kenn’ den Bruder dessen Freundin hat ’ne Schwester deren Vater früher mal sein Fußballtrainer war)
- 1997: Zensur?! (Titel Du würdest so gerne über den Dingen stehen)